# La grande illusione (film)
La grande illusione (La Grande Illusion) è un film del 1937 diretto da Jean Renoir, nominato all'Oscar al miglior film nel 1939. Il titolo si ispira all'omonimo saggio del 1909 di Norman Angell.

## Trama
1914-1918, Prima guerra mondiale.
Prologo. Fronte francese. Il capitano Boëldieu e il tenente Maréchal sono abbattuti con il loro aereo dall'ufficiale tedesco von Rauffenstein, asso dell'aviazione tedesca, e fatti prigionieri.
Boëldieu e Maréchal sono trasportati al campo di detenzione di Hallbach, dove incontrano altri connazionali: un attore abile nei giochi di parole, un professore, un ingegnere del catasto e Rosenthal, sarto figlio di ricchi banchieri che divide con i compagni i pacchi di viveri che la famiglia gli invia. Durante il giorno il gruppo di francesi conduce la normale vita dei prigionieri di guerra; di notte, però, lavorano segretamente alla costruzione di un tunnel per poter evadere in gruppo. Hanno anche il tempo di organizzare una festa teatrale in cui alcuni si travestono da donne, quando improvvisamente arriva l'ordine di trasferimento degli ufficiali dal campo dove arriveranno dei prigionieri inglesi. Ciò impedisce l'evasione attraverso il tunnel ormai terminato.
Ripetuti saranno i tentativi di fuga dai tanti campi ai quali vengono destinati, per approdare, infine, alla fortezza di Wintesborn (il castello di Haut-Kœnigsbourg in Alsazia). A capo del castello c'è von Rauffenstein che, ferito gravemente in una missione aerea, è stato destinato a compiti meno rischiosi. Un'azione diversiva è ideata dal capitano Boëldieu per consentire la fuga a Maréchal e a Rosenthal, che hanno preparato una lunga corda per calarsi dalle mura del castello. Viene inscenato una specie di ammutinamento musicale per distrarre la guarnigione della fortezza. Boëldieu, in uniforme e guanti bianchi, sfida von Rauffenstein e suona un flauto dolce con insolenza sul cammino di ronda costringendolo a sparargli addosso.
Maréchal e il soldato Rosenthal fuggono verso il confine svizzero. Dopo alcuni chilometri Rosenthal, ferito a una caviglia, zoppica e avanza a fatica. Provvidenzialmente trovano rifugio in una fattoria tedesca, abitata da una vedova di guerra e dalla figlia. La donna ospita i fuggiaschi e non li denuncia. Un tenero legame si stabilisce fra lei e Maréchal, ma i due francesi devono ripartire. In seguito una pattuglia tedesca li avvista mentre attraversano un pendio completamente innevato; un soldato punta l'arma, ma il compagno gli impedisce di sparare: il confine tra Svizzera e Germania è superato. Rosenthal e Maréchal sono finalmente liberi.

## Produzione
Renoir racconta: «La storia dei traffici che ho dovuto affrontare per trovare i finanziamenti per La grande illusione potrebbe diventare il soggetto di un film. Mi sono portato dietro il manoscritto per tre anni, visitando gli uffici di tutti i produttori, francesi o stranieri, convenzionali o d'avanguardia.»
Le risorse finanziarie per il film furono ottenute grazie alla negoziazione di un produttore amico di Renoir, Albert Pinkevitch, e all'interessamento di Jean Gabin che partecipò alle riunioni organizzative e che, con la sua presenza nel film come interprete di un ruolo di primo piano, dette fiducia ai finanziatori, Raymond Blondy e Frank Rollmer della casa di produzione Réalisation d'Art Cinématographique (RAC).

### Soggetto
L'idea del film risaliva a qualche anno prima. Nel 1934, durante le riprese di Toni effettuate a Martigues, Renoir incontrò il maresciallo Pinsard, poi nominato generale. Questi, nel 1915 - quando il regista durante la prima guerra mondiale era in servizio nell'aviazione francese - gli aveva salvato la vita mentre Renoir, in missione, pilotava un vecchio Caudron ed era stato attaccato da un aereo nemico. Nel corso di vari incontri il generale narrò le sue avventure di guerra, le sette catture e le sette evasioni, che al regista parvero elementi interessanti per un film d'avventura. Prese vari appunti e li mise in una scatola con l'intenzione di ricavarci un film.
(Jean Renoir, Ecrits (1926-1971), pp. 326-327)

### Sceneggiatura
Charles Spaak si entusiasmò al progetto e, insieme a Renoir, elaborò gli appunti e predispose la prima stesura della sceneggiatura del film che sarebbe diventato La grande illusione. Molte variazioni verranno poi apportate su suggerimento di Erich von Stroheim.

### Riprese
Gli interni furono girati durante l'inverno 1935-1936 negli studi di Billancourt e Éclair a Épinay-sur-Seine; gli esterni nei dintorni di Neuf-Brisach (Alto Reno), nel castello di Haut Koenigsbourg (Basso Reno), nella caserma di Colmar, in una fattoria di Ribeauvillé e a Chamonix per l'ultima scena. Gli operatori alla ripresa furono il nipote del regista Claude Renoir - che lavorava con lui dal 1933 - e, quando questi dovette abbandonare il set per motivi di salute, Jean-Serge Bourgoin.

## Colonna sonora
La colonna sonora, curata da Joseph Kosma, contiene numerose canzoni popolari cantate dai personaggi:
- Frou Frou (1897), parole di Hector Monréal (1839-1910) e di Henri Blondeau (1841-1925), musica di Henri Chatau (18..-1933), cantata da Lucile Panis
- Frère Jacques
- Si tu veux Marguerite (1913), parole di Vincent Telly, musica d'Albert Valsien
- It's a Long Way to Tipperary
- La Marseillaise
- Die Wacht am Rhein
- Il était un petit navire, suonato da Boëldieu per distrarre le guardie durante l'evasione di Rosenthal e Maréchal

## Distribuzione
La prima si ebbe il 4 giugno 1937 al cinema Marivaux di Parigi.

## Accoglienza
Il film ebbe successo in Francia e in America. John Ford dichiarò: "È una delle cose migliori che ho visto" e il presidente Franklin D. Roosevelt ne raccomandò la visione ai suoi concittadini "...tutti i democratici dovrebbero vederlo." Il film fu proibito dalle autorità del governo nazista in Germania. Il divieto fu esteso ai paesi successivamente occupati e, dall'ottobre del 1940, anche alla Francia.
Racconta Renoir: «Per caso, il giorno in cui i nazisti entrarono a Vienna, nelle sale distribuivano il mio film. Senza perdere un istante, la polizia lo proibì e si interruppero immediatamente le proiezioni. È una storia che mi riempie d'orgoglio.» (1938, presentazione del film per il pubblico americano)
Nel corso della distribuzione internazionale i diversi positivi in circolazione erano stati tutti più o meno mutilati. La versione completa fu proiettata soltanto nel 1958, ricostruita da Renoir e Charles Spaak da un negativo ritrovato a Monaco dagli americani alla fine della guerra.

### Critica
(Mario Gromo, La Stampa, 19 agosto 1937)
(Gianni Rondolino)
(Daniele Dottorini)
(François Truffaut)
(Paolo Mereghetti, Dizionario dei Film)

## Riconoscimenti
- 1939 - Premio Oscar
  - Candidatura Miglior film a Réalisations d'Art Cinématographique
- 1937 - Festival di Venezia
  - Premio al valore artistico a Jean Renoir
  - Candidatura Coppa Mussolini a Jean Renoir
- 1938 - National Board of Review Award
  - Miglior film straniero
- 1939 - New York Film Critics Circle Award
  - Miglior film in lingua straniera